# 鄭幗寶
鄭幗寶（葡萄牙語：Cheng Kwok Bo，1938年—2010年3月），澳門、香港女藝人、粵劇演員，有「濠江之鶯」的美譽。

## 生平
鄭幗寶在澳門出生於粵劇世家因而跟隨叔伯學唱粵曲，其歌宗於「紅線女腔」，最初在澳門歌壇客串，已獲得「濠江之鶯」的美譽。後期來香港的「高陞歌壇」亦受到聽眾歡迎，客串「大龍鳳劇團」，並跟陳非儂學習粵劇花旦技巧。
1975年至1976年，鄭幗寶曾經三次到臺灣演出粵劇，與石燕子組成「燕新聲劇團」。1979年7月11日與文武生羽佳飛到新加坡演出，先在新加坡國家劇場演出一天，然後在南洋各埠演出兩個月。
自1980年11月11日起一連七晚，鄭幗寶與文千歲組成「千寶劇團」，在啟德遊樂場的「珍寶劇院」演出紅線女的首本粵劇《一代天嬌》、《仙女牧羊》、《搖紅燭化佛前燈》等，演員陣容有武生陳燕棠、文武生文千歲、花旦是鄭幗寶及梁少心、小生潘有聲、賽麒麟。
鄭幗寶與文武生蔣艷紅、二幫花旦蔡婉玲、武生衛青、小生葉文茄、丑生黃金堂等組成「紅寶劇團」，在臺北編劇家關子龍編撰的粵劇《王薔曲》裡，鄭幗寶飾演王昭君，他們在1989年7月在臺北國家劇院演出。

## 家庭
- 鄭幗寶的父親鄭仲輝是中醫師[8]，1964年11月17日(星期二)與姓黃的建築設計師結婚，當晚假座英京酒樓宴客[9]，婚後供奉父母居於九龍紅磡，仍有演出粵劇 [3]，其妹鄭幗瑛的大喉唱腔也是粵劇界的佼佼者。

- 1990年時鄭幗寶的兒子在加拿大留學，而她亦因割膽石手術後，影響唱腔聲線，已減少公開演出[10]。

## 鄭幗寶演出的部分電影
1. 粵劇電影《趙飛燕》(1956年5月)，飾演趙合德；
2. 粵劇電影《沙三少與俏銀姐》(1961年9月)，飾演三少奶；
3. 粵劇電影《神燈換太子》(1961年11月)，飾演綠衣女：林飛鶯；
4. 粵劇電影《孝順仔尋寶遇仙》(1962年4月)，飾演吳如仙。

## 外部連結
- 香港電影資料館有關鄭幗寶參演電影的記錄[永久]
- 香港影庫：鄭幗寶 （页面存档备份，存于）
- 鄭幗寶演唱粵語時代曲《十月芥菜》(1967年)的片斷 （页面存档备份，存于）侵犯版權?
- 鄭幗寶的電影演出片斷 （页面存档备份，存于）侵犯版權?